# Хюсен, Тобиас
Гленн Тоби́ас Хюсе́н (швед. Glenn Tobias Hysén; 9 марта 1982, Гётеборге) — шведский футболист, нападающий. Сын известного футболиста Гленна Хюсена.

## Происхождение и семья
Отец Тобиаса — Гленн Хюсен, профессиональный футболист, участник чемпионата мира 1990. Мать — Черстин, медсестра. Есть братья Антон и Александр, также профессиональные футболисты, родная сестра Шарлотта (родилась в 1985) и сводная сестра Анни (дочь Гленна Хюсена от второго брака). Поскольку родители Тобиаса развелись, часть своего детства он провёл в Гётеборге, а часть в Эйндховене. Интересно, что Тобиас является членом семьи Лонгарюд — крупнейшей семье в мире, официально зарегистрированной в Книге рекордов Гиннесса.

## Карьера

### Клубная
Тобиас пошёл по стопам отца, поступив в школу любительского клуба «Уббхульт» (там играл его двоюродный брат). Играл в клубе с 1986 по 1988 годы, затем переехал в Линдхольмен, где выступал за местный клуб «Линдхольмес». В 1995 году был принят в школу команды «Люндбю», где играл 4 года. В 2002 году подписал контракт с клубом «Хеккен», в котором провёл 53 матча и забил 12 голов в течение одного сезона. Через 5 лет перешёл в «Юргорден», в котором оставался до 2008 года. В составе клуба выиграл чемпионат Швеции 2005 года.
23 августа 2006 за сумму в 1,7 миллионов фунтов стерлингов перешёл в «Сандерленд». В матче против клуба «Вест Бромвич Альбион» принял участие во второй голевой атаке и произвёл приятное впечатление. Однако при тренере Рое Кине Хюсен проигрывал конкуренцию Россу Уоллесу. Несмотря на это, Тобиас забил свой первый гол в матче против «Лестер Сити», принеся ничью 1:1 (он забил гол спустя несколько минут после выхода на поле). Также 31 декабря 2007 незадолго до Нового года швед сделал подарок команде, принеся победу над «Лестер Сити» 2:0 (забил первый гол). В конце июля 2007 года Тобиас покинул команду, поскольку не привык жить в Сандерленде вместе со своей подругой.
25 августа 2007 Хюсен стал игроком «Гётеборга», сумма трансфера не разглашалась. Причиной тому стало желание продолжить семейную традицию выступлений в этом клубе. В 2009 году он забил 18 голов в чемпионате страны и разделил первое место в списке бомбардиров с Вандерсоном ду Карму. На сегодняшний день считается одним из лучших игроков Аллсвенскана.
После нескольких недель переговоров в начале 2014 года подписал двухлетний контракт с клубом китайской Суперлиги «Шанхай Теллэйс». Сумма контракта оценивалась в 1,25 млн евро.

### В сборной
В сборной до 21 года выступал с 2002 по 2004 годы; в ноябре 2003 в матче против Испании его действия помогли команде выиграть 3:1 и квалифицироваться на чемпионат Европы 2004 года в Германии. В сборной дебютировал в 2005 году и регулярно вызывается в неё. Взаимодействует с Маркусом Бергом и Маркусом Русенбергом.
Однажды Тобиас был экстренно вызван на матч против Мальты в рамках отбора на чемпионат мира: Хенрик Ларссон вынужден был покинуть состав, поскольку у него недавно умер брат.
Всего же он забил 4 гола по состоянию на 10 сентября 2011. Один из его голов, забитый 10 августа 2011 в ворота Украины в Харькове, стал победным и особенно важным: мяч был забит на последних секундах игры.

## Стиль игры
Обычно бьёт с левой ноги, играет на левом фланге, однако во время выступлений в «Юргордене» часто играл на позиции нападающего, благодаря чему способен играть и в линии атаки. В качестве вингера выступает в сборной Швеции.

## Личная жизнь
Встречался с Марией Касперссон, есть сын Лукас (родился 20 января 2008). Помимо футбольной карьеры, ведёт спортивную колонку в газете Aftonbladet.